# La floristeria de l'Iris
La floristeria de l'Iris (títol original, America) és una pel·lícula de drama romàntic del 2022 escrita i dirigida per Ofir Raul Graizer. Tracta sobre un entrenador de natació que torna a Israel des dels Estats Units després de la mort del seu pare, i sobre la promesa del seu amic de la infància, que és florista. S'ha doblat i subtitulat al català.
La pel·lícula es va estrenar en competició al Festival Internacional de Cinema de Karlovy Vary, igual que la pel·lícula anterior de Graizer, El pastisser de Berlín, el 5 de juliol de 2022. També es va projectar en competició al Festival de Cinema de Jerusalem el juliol de 2022.